# Jan Zdrojewski

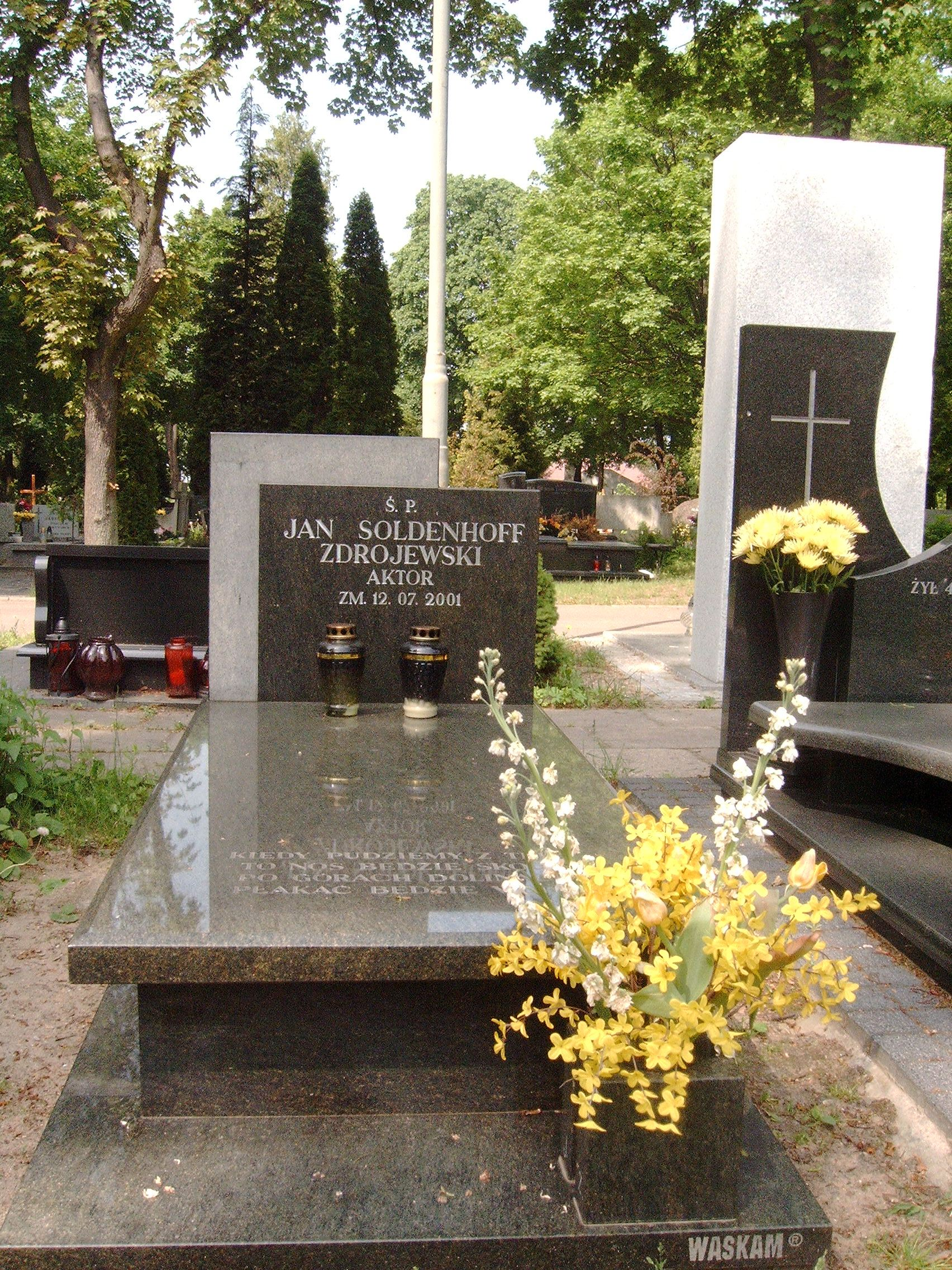
Grób Jana Soldenhoffa-Zdrojewskiego na cmentarzu komunalnym na Dołach w Łodzi, 21 maja 2007

Jan Zdrojewski, właśc. Jan Soldenhoff (ur. 9 czerwca 1933 w Warszawie, zm. 12 lipca 2001 w Łodzi) – polski aktor, teatralny, filmowy i telewizyjny, pedagog.

## Życiorys
Jako aktor zadebiutował 10 grudnia 1955 rolą Jerzego w spektaklu Matka Karla Čapka w reż. Zbigniewa Koczanowicza na deskach Teatru Ziemi Lubuskiej w Zielonej Górze. W 1957 zdał aktorski egzamin eksternistyczny.
Występował na scenach: Teatru Ziemi Lubuskiej w Zielonej Górze (1955–1958), Teatru Dramatycznego im. Aleksandra Węgierki w Białymstoku (1958–1959), Teatru Polskiego w Bydgoszczy (1959–1962), Teatru Dramatycznego w Szczecinie (1962–1963) oraz Teatru Nowego w Łodzi (1963–1979) i Teatru im. Stefana Jaracza w Łodzi (1985–1988). Od 1973 był wykładowcą na Wydziale Aktorskim PWSFTviT im. Leona Schillera w Łodzi, a w latach 1976–1980 dziekanem tego wydziału.
Występował również w Teatrze Telewizji, m.in. w spektaklach: Dama pikowa Aleksandra Puszkina w reż. Ireneusza Kanickiego (1964), Grzech Stefana Żeromskiego w reż. Ireneusza Kanickiego (1964), Don Juan Tadeusza Rittnera w reż. Aleksandra Strokowskiego (1968), Poeta i malarz według Stanisława Wyspiańskiego w reż. Tadeusza Worontkiewicza (1969), oraz w Schadzce Jeana Anouilh w reż. Tadeusza Worontkiewicza (1972), Grzesznikach bez winy Aleksandra Ostrowskiego w reż. Zbigniewa Kuźmińskiego (1972) i Dziwakach Maksima Gorkiego w reż. Jerzego Zegalskiego (1973).
Miał syna Tomasza Soldenhoffa (ur. 29 sierpnia 1955 – zm. w 2020) dziennikarza, poetę, członka oddziału Stowarzyszenia Pisarzy Polskich w Łodzi.
Zmarł 12 lipca 2001 w Łodzi i został pochowany na cmentarzu komunalnym Doły przy ul. Smutnej (kwatera XI, rząd 34, grób 9).

## Filmografia (wybór)
- Ludzie z pociągu (1961) – gestapowiec
- Obok prawdy (1964) – obserwator procesu Łopota
- Niedziela sprawiedliwości (1965) – porucznik Kowalczyk, komendant posterunku MO
- Poznańskie słowiki (1965) – milicjant
- Julia, Anna, Genowefa... (1967) – mężczyzna w biurze
- Stawka większa niż życie (serial telewizyjny) (1967) – polski kapitan (odc. 17. Spotkanie)
- Księżyc (1969) – białogwardzista
- Przygody pana Michała (serial telewizyjny) (1969) – żołnierz pułkownika Michała Wołodyjowskiego (odc. 2. Hetmański ordonans, odc. 10. Smak zemsty, odc. 12. Dymy nad twierdzą i odc. 13. Hektor Kamieniecki)
- Doktor Ewa (serial telewizyjny) (1970) – docent Wroński, nowy dyrektor szpitala w Gorzkowicach (odc. 9. Pożegnania)
- Książę sezonu (1970) – tęskniący za żoną w pokoju Pulmana
- Twarz anioła (1970) – strażnik
- Zapalniczka (1970) – mężczyzna obserwujący mieszkanie Hilde Werner
- Ogłoszenie matrymonialne (1972) – kelner w „Warsie”
- Palec Boży (1972) – członek komisji egzaminacyjnej
- Śledztwo (1973) – syn pastora
- Czerwone i białe (1975) – oficer carski
- Zaklęty dwór (serial telewizyjny) (1976) – mężczyzna na przyjęciu u hrabiego Żwirskiego (odc. 2. Marzyciel i awanturnik)
- Palace Hotel (1977) – Andreas, oficer gestapo
- Śmierć prezydenta (1977) – J.G. Jackowski, sekretarz Gabriela Narutowicza w MSZ
- Rodzina Połanieckich (serial telewizyjny) (1978) – urzędnik w firmie Połanieckiego (odc. 1. Panna Marynia, odc. 2. Między nienawiścią a miłością, odc. 3. Pojednanie, odc. 5. Spełnienie i odc. 7. Powrót)
- Ty pójdziesz górą – Eliza Orzeszkowa (1978) – mecenas
- Zamach stanu (1980) – poseł
- Był jazz (1981) – wykładowca w konserwatorium
- Lawina (1984) – mężczyzna czytający artykuł Karłowicza w gazecie
- Złoty pociąg (1986) – Józef Beck
- Co lubią tygrysy (1989) – Stefan, gość w restauracji
- Miasteczko (serial telewizyjny) (2000–2001)

## Odznaczenia i wyróżnienia
- Złoty Krzyż Zasługi (1971)
- Srebrny Krzyż Zasługi (1962)
- Odznaka „Zasłużony Działacz Kultury” – dwukrotnie (1969, 1973)
- Honorowa Odznaka Województwa Łódzkiego (1973)
- Odznaka Honorowa Miasta Łodzi (1968)